# Овидий
Публий Овидий Назон (на латински: Publius Ovidius Naso) е древноримски поет.
Овидий е известен най-вече с три големи сбирки еротична поезия – „Героини“, „Любовни елегии“ и „Любовно изкуство“. Други негови известни произведения са митологичната хекзаметрична поема „Метаморфози“, поемата „Фасти“ и стихосбирките „Тъги“ и „Писма от Понта“. Автор е и на няколко по-кратки произведения, на ругателната поема „Ибис“, както и на изгубената днес трагедия „Медея“.
Смятан за майстор на елегичния дистих, Овидий по традиция се смята за един от тримата канонични поети на латинската литература, наред с Вергилий и Хораций, а Квинтилиан го определя като последният каноничен латински любовен елегист. Той е първият значим поет, чиято кариера започва при управлението на Октавиан Август. Поезията на Овидий е популярна и често имитирана през Късната Античност е Средновековието, оказва силно влияние върху европейското изкуство и литература и остава един от основните източници за класическата митология.

## Биография
Овидий пише повече за собствения си живот от повечето древноримски писатели. Сведенията за живота му се намират главно в неговата поезия, по-специално в „Тъги“ 4.10, където той прави преглед на живота си. Други източници са текстовете на живелите малко след него автори Луций Аней Сенека и Квинтилиан.

### Произход и младежки години
Овидий е роден на 20 март 43 година пр.н.е., годината на убийството на Юлий Цезар, в Сулмон, градче в Апенините на изток от Рим, във влиятелно семейство на конници. Той има по-голям брат.
Заедно с брат си Овидий получава образованието си по риторика в Рим от учителите Арелий Фуск и Марк Порций Латрон, като баща му очаква от него да се занимава с право. Според Сенека Овидий има влечение към емоционалната, а не към свързаната с аргументиране, страна на риториката. След като брат му умира едва двадесетгодишен, Овидий напуска Рим и пътува до Атина, Азия и Сицилия.
След връщането си в Италия Овидий заема нисши публични длъжности, като tresviri capitales (нисш съдебен служител, подчинен на претор) и decemviri stlitibus iudicandis (мирови съдия), но около 25 година пр.н.е. се отказва от тях, изглежда за неудоволствие на баща си, за да се занимава с поезия.
До тридесетата си година Овидий се жени три пъти, като първите два пъти се развежда. Той има само една дъщеря, от която има 2 внуци, но от различни мъже. Третата му съпруга е свързана с влиятелния род на Фабиите и по-късно му оказва голяма помощ по време на неговото изгнание.

### От „Героини“ до „Любовни елегии“
През 25 година пр.н.е. Овидий, който е осемнадесетгодишен, за пръв път рецитира свои стихове пред публика. Той става част от литературния кръг около Марк Валерий Месала Корвин, но изглежда поддържа приятелски отношения с поети от кръга на Гай Цилний Меценат. Овидий споменава приятелството си с Мацер, Секст Проперций, Хораций и Бас, но се познава само бегло с Вергилий и Тибул, който е бивш участник в кръга на Месала и от чиито елегии той силно се възхищава.
През първите 25 години от литературната си кариера Овидий пише главно поезия с елегична метрика и еротична тематика. Хронологията на тези ранни произведения не е сигурна, но сред изследователите има относително широко приета приблизителна датировка. За най-старо запазено до наши дни произведение на Овидий се смята „Героини“ („Heroides“), писма на героини от митологията до техните отсъстващи любими, който може би са публикувани през 19 година пр.н.е., макар че датата е несигурна и се основава на споменаване на някакво публикувано по-рано произведение в „Любовни елегии“ (2.18.19 – 26). Автентичността на някои от включените в сборника стихотворения се оспорва, но най-вероятно първите 14 присъстват още в първото издание.
„Любовни елегии“ („Amores“), поредица от еротични стихотворения, адресирани към някоя си Корина, е издадена за пръв път в пет книги през 16 – 15 година пр.н.е. Запазеният до наши дни вариант е редактиран и сведен до три книги, според включена в първата от тях епиграма, и е публикуван около 8 – 3 година пр.н.е. Между публикуването на тези две издания на „Любовни елегии“ се състои премиерата на трагедията „Медея“, която има голям успех през Античността, но не е запазена. От този период е и сатиричната поема „Козметика за женското лице“ („Medicamina Faciei Femineae“).

### От „Любовно изкуство“ до „Фасти“
Около 2 година пр.н.е. Овидий публикува „Любовно изкуство“ („Ars Amatoria“), пародия на дидактическата поезия в три книги, представяща се за ръководство за намиране и съблазняване на жени в Рим. Малко по-късно тя е последвана от „Средства против любовта“ („Remedia Amoris“). По това време Овидий вече е смятан от съвременниците си за един от най-значимите римски елегисти, наред с Гал, Тибул и Проперций.
Към 8 година Овидий завършва най-амбициозното си произведение, „Метаморфози“ („Metamorphoses“), хекзаметрична епическа поема в 15 книги, която описва в енциклопедичен мащаб трансформациите в гръцката и римската митология от появата на вселената до обожествяването на Юлий Цезар. Поредицата разкази описва превръщането на човешки същества в дървета, скали, животни, цветя, съзведия и т.н. По същото време Овидий работи и върху „Фасти“ („Fasti“), поема в 6 книги, посветена на римския празничен календар и астрономия. Съставянето на тази поема е прекъснато от прогонването на поета от Рим, когато той изглежда се отказва да я довърши.

### Изгнание и смърт
След написването на „Метаморфозите“, през 8 г. сл.н.е. Овидий е изпратен в изгнание от Октавиан Август в гр. Томи (днес гр. Констанца в Румъния), провинция Понта, на Черно море, което е на границата на Империята. Причината за това не е ясна. Овидий пише, че е широко известна, но говори смътно, споменавайки две причини: своята поезия (вероятно Ars amatoria) и грешка, а не престъпление (carmen et error, песен и грешка – Tristia, II 207 – 252, IV). От множеството предположения, най-вероятното е, че той неволно е видял нещо, може би изневярата на внучката на Август, по-малката Юлия, която също е прогонена по това време. Преди това, през 2 г. пр.н.е. и майка ѝ, по-голямата Юлия, също е изгонена за безнравственост и Ars amatoria се появява, докато този скандал е все още свеж в общественото съзнание. Тези съвпадения, заедно с тона на Овидий, подсказват, че той може би по някакъв начин е навредил както на програмата за морална реформа на Август, така и на честта на императорското семейство. Тъй като наказанието му, което е по-меката форма на прогонване, не включва конфискация на собственост или загуба на гражданство, съпругата му остава в Рим, за да защитава неговите и на семейството интереси, но въпреки ходатайствата нито Август, нито неговият наследник Тиберий не отменят решението.
Изгнанието в затънтен край на Римската империя е жестоко наказание за човек с темперамента и навиците на Овидий. В отчаянието си той унищожава творбата си „Метаморфози“, тя достига до нас чрез копия на негови приятели. От Томи той изпраща своите „Писма от Понта“ и „Тъги“, в които се оплаква от студения климат и суровия живот сред варварите. Овидий умира там през 17 или 18 г. сл.н.е.

## Творби
- 10 г. пр.н.е. – Amores (Любовни елегии), 5 книги; втора редакция в 3 книги
- 5 г. пр.н.е. – Heroides (Героини), 21 писма (писма 16 – 21 са написани между 4 – 8 г.). Съдържа измислени от поета писма, написани уж от прочути героини (Дидона до Еней, Медея до Язон, Сафо до Фаон, Парис и Елена)
- 5 г. пр.н.е. – Remedia amoris (Средства против любовта), 1 книга
- 5 г. пр.н.е. – Medicamina faciei femineae (Козметика за женското лице или Изкуството на красотата) – 100 стиха са оцелели
- 2 г. пр.н.е. – Ars amatoria (Изкуството на любовта), 3 книги (третата е написана по-късно). Тази поема разгневила Август, защото в нея съзрял пародия на своето закодонателство.
- 8 г. – Metamorphoses (Метаморфози), 15 книги
- 9 г. – Ibis (Ибис)
- 10 г. – Tristia (Тъги, Скръбни елегии), 5 книги
- 10 г. – Epistulae ex Ponto (Писма от Понта), 4 книги
- 12 г. – Fasti (Празници, Празничен календар), 6 книги са оцелели, покриват първите шест месеца от годината и дават ценна информация на римския календар. Там са описани стари римски обреди и легенди. Съдържа и ласкателства към император Август.